# Donald Nelsen
Donald Nelsen (nascido em 4 de setembro de 1944) é um ex-ciclista olímpico estadunidense. Representou sua nação na prova de perseguição por equipes nos Jogos Olímpicos de Verão de 1964.